# Pavle Bačić
Pavle Bačić je hrvatski književnik iz Vojvodine. Pisao je prozu.
Stvarateljstvo mu je u prvim poratnim godinama u klasičnim, tradicionalno-realističkim okvirima. 
Piše o tematici i problematici iz društvenog i obiteljskog života bačkih Bunjevaca i Šokaca, na ponekim mjestima s istaknutom vjerskom inspiracijom.
Jedan je od pisaca proze koji su ranije pošli tragom socijalne literature.
Opredijelio se za teme rata i poraća, interpretira svoje ratne dogodovštine i poratna zbivanja.